# Rushikulya
Le Rushikulya est un fleuve dans l’État d’Odisha en Inde. Il se jette dans le golfe du Bengale un peu au-dessous de la ville de Gandjam.